# Cottonwood (Californie)
Cottonwood est une census-designated place du comté de Shasta, dans l'État de Californie, aux États-Unis,. En 2020, elle compte une population de 6 268 habitants.